# 中国語における外国固有名詞の表記
中国語における外国固有名詞の表記（ちゅうごくごにおけるがいこくこゆうめいしのひょうき）では中国語で外国の地名、人名、企業名などの固有名詞を表記する方法について述べる。またこれと関連して漢字文化圏の言語間での固有名詞表記にも言及する。
なお本項目では表示の技術的な理由から簡体字や繁体字は用いず、日本語の新字体を優先的に用いて説明する。

## 音訳
日本語の場合は外国固有名詞の表記は原則としてカタカナによる音訳であるが、中国語では漢字による音訳つまり表音表記が原則である。「挪威」（ノルウェー）、「蘇格蘭」（スコットランド）、「斯大林」、「史達林」（スターリン）など。これらの文字はその場その場で適当に表記するのではなく、用いる漢字がほぼ決まっている。中華人民共和国の大陸地域においては、人名など、新語の場合、新華社通信の表記に従う例が多い。「麦当労」(マクドナルド)、「肯德基」(KFC)、「可口可楽」（コカ・コーラ）などの商標は、各企業が字義の好ましいものや商品イメージに近い漢字を定めて使用することが多い。
「美国」（アメリカ合衆国）、「法国」（フランス）、「徳国」（ドイツ）のように音訳の短縮形を用いることがある。「美国」は「美利堅」、「法国」は「法蘭西」、「徳国」は「徳意志」の最初の字を取ったものである。同じことは日本語でも行われるが、表記文字が異なるので注意が必要である。日本ではそれぞれ米国（亜米利加）、仏国（仏蘭西）、独国（独逸）となり、中国語と異なるものが多いが、これらは、かつて中国で使用されていた形が現在の中国語での形に変えられて使用されなくなり、日本語に残存したものが多い。
また、アルファベットで表記される外国人の人名は、そのまま漢字に置き換えるのは難しい事もある。このため、愛称が使われることも多い。スポーツ選手の場合、どんな愛称をつけられるかが、人気を計る指標となる。

## 意訳
日本語には表音文字の仮名があるため、外国固有名詞を意訳することはあまり多くないが（後述の「真珠湾」のほか、「金門橋」、「象牙海岸」など少数例のみ）、表音表記が面倒な中国語では、意訳をする例が意外に多い。たとえばドイツのフォルクスワーゲン社は「大衆汽車公司」、米国のゼネラルモーターズ社は「通用汽車公司」と訳される。なお、日本語ではパールハーバーを「真珠湾」と意訳するが、中国語では「珍珠港」と意訳する。ただし真珠については日中間での用字の違いにすぎない。

## 併用
少数ながら音訳と意訳の併用による表記も存在する。「新西蘭」（ニュージーランド）の「新」は意訳、「西蘭」は音訳である（ただし、台湾では音訳の「紐西蘭」が使われている）。また、作家パール・バックは中国では「賽珍珠」として知られるが、これは本人が中国でそう名乗っていたもので、「珍珠」は「パール」の意訳であり、「賽」はパール・バックの旧姓であった（のちにミドル・ネームに使用）「サイデンストリッカー」を略して漢字表記したものである。米国のコーヒーチェーンのスターバックスは「星巴克」となる。

## 中国語独自の表記
さらに歴史的事情で外国固有名詞の音訳でも意訳でもなく、全く独自の中国語表記がなされることも多い。サンフランシスコは「旧金山」でホノルルは「檀香山」であるし、インドネシアのスラバヤは「泗水」、パレンバンは「巨港」となる。これらはいずれも現地華僑の命名が中国本土でも通用するようになったものである。ウラジオストクが「海参崴」と表記されることもあるが、これはウラジオストクがかつて中国領だった頃にそう呼ばれていた名残りである。
外国企業名が中国で意訳される例は上に示したが、意訳ではなく全く別の中国語が用いられることもある。シティバンクは「花旗銀行」、香港上海銀行は「匯豊銀行」である。これはこれらの銀行が中国で営業する際に、中国人に親しみやすい名称にしたものである。
欧米の人名は、中国語表記されるときは音訳が基本だが、中国学の研究者などは中国風の名前を持つことが多い。例えば、マテオ・リッチは「利瑪竇」であり、ジョゼフ・ニーダムは「李約瑟」である。

## 原語
学術用語や漢字の定まっていない人名など、漢字で表記しづらい場合、ローマ字やキリル文字など、原語のまま、またはローマ字に転写した表記で、中国語の文章に取り入れる場合もある。
また、台湾ではひらがなの名など、漢字表記の難しい日本語の固有名詞では、日本語のかなが用いられる場合がある。多くの場合漢字やローマ字で発音の補足が付くが、アニメ･漫画などから日本文化に触れた若い世代、もしくは日本統治時代に教育を受けた世代をターゲットにした文章の場合、それらによる補足がないこともある。台湾や中国では、日本的なイメージを借用するために製品名やキャッチコピーにひらがなの「の」を付けることが流行している。また、台湾サブカルチャーでは、日本では一般にカタカナで使われるショタを、語源に遡って正太と記載している例も見られる。
1950年代初頭、新華社通信訳名室は世界の人名・地名について翻訳を開始し、1960年代には当時の首相である周恩来によって新華社が翻訳担当となるように指示がなされた。
中国では、新聞出版総局が「出版物における文字使用の規範化」に関する通達を2010年11月に発布している。これは「英語の短縮表記や英単語、中国語でも外国語でもない造語を出版物に使用してはならない」と規定され、多くの国民に知られている単語以外は、中国語に置き換えた単語を使うように通達している。「WTO」や「GDP」なども規制の対象となると指摘されている。違反した出版社は処罰の対象となる。

## 中国語使用地域による表記の違い
中国と台湾では、表記にそれぞれ簡体字と繁体字を使うという字体上の違いだけでなく、使用する漢字の違いも見られる。例えば、国名のイタリアは、中国では「意大利」、台湾では「義大利」が正式な表記である。香港、マカオ、シンガポールでは、中国と台湾の両方の影響を受けて、両方が使われている。

## 漢字文化圏内相互の固有名詞表記
漢字文化圏内の固有名詞（地名や人名など）に関して漢字で表記された場合は、読む側の国・地域の読み方に沿って呼称されるのが原則である。しかし近代以降では朝鮮半島（韓国、北朝鮮）、ベトナムにおける漢字の頽廃が進行してしまったため、この原則は大きく崩れている。

### 中国語側からの呼称
日韓間ではそれぞれの固有名詞を漢字表記するか、表音表記するかがしばしば問題となるが、中国語の場合は漢字以外の文字がないため、漢字文化圏（日本、韓国、北朝鮮、ベトナム）の固有名詞は漢字が判明する限り、漢字でそのまま表記される。東京はそのまま「東京」と表記し、中国音でトンチン（ピン音：Dōngjīng）と発音する。「名古屋」はミンクーウー（ ピン音：Mínggǔwū）、「金大中」はチン ターチョン（ピン音：Jīn Dàzhōng）と読む。このため、中国語話者に原音を用いて「とうきょう」、「なごや」、「김대중（キム・デジュン）」などと言っても理解できないことがある（同様に、日本語話者に原音でフー・チンタオ（ピン音：Hú Jǐntāo）、チョンチン（ピン音：Chóngqìng）と言っても、勉強した者でなければ、それぞれが胡錦涛、重慶だとは理解できない）。
現代の人名など固有名詞が漢字で表記されなかったり、どの漢字を用いるかが判明しないものに関しては当て字が用いられる（これは仮名が用いられる日本人名でも同様である）。
トヨタやホンダは表音表記されず、それぞれ「豊田」（Fēngtián：フォンティェン）、「本田」（Běntián：ペンティエン）となるが、「マツダ」は「松田」（Sōngtián：ソンティエン）ではなく「馬自達」（Mǎzìdá：マーツーター）とされる。日産はもともと漢字表記であるが、「日産」（Rìchǎn：リーチャン）という正規の表記の他に、ローマ字のロゴを見て表音表記したと思われる「尼桑」（Nísāng：ニーサン）という俗表記もある。また、ロッテ、ロッテリアの表記はそれぞれ「楽天」（Lètiān：ローティエン）、「楽天利」（Lètiānlì：ローティエンリー）であるが、楽天市場等を運営する楽天グループとはいずれも無関係である。なお、混同を避けるためロッテを「羅徳」（Luódé：ルオドゥー）と表記することもある（実際に、千葉ロッテマリーンズの中国語表記は「千葉羅徳海洋」である）。埼玉県さいたま市は発足の際に市名をひらがな表記と定めたが、中国語では元々の漢字表記の「埼玉市」を用いている。
丸の内、西ノ島町などの「の」及び「ノ」や関ヶ原などの「ヶ」及び「ケ」、「が」は、「之」に置き換えられるか、取り除かれる。踊り字の「々」は中国語の正書法では使わないため、同じ文字2つに置き換えられる。「ニュータウン」や「センター」などの外来語系名詞では、それに相当する中国語に意訳される（それぞれ「新城」・「中心」）か、英語表記となる。
主な駅における中国語表記は以下のとおりである。
| 鉄道会社           | 日本語                       | 簡体字中国語             | 繁体字中国語             |
| ------------------ | ---------------------------- | ------------------------ | ------------------------ |
| 北海道旅客鉄道     | トマム駅                     | 苫鹉站                   | 苫鵡站                   |
| 北海道旅客鉄道     | ニセコ駅                     | 二世谷站                 | 二世谷站                 |
| 東日本旅客鉄道     | あしかがフラワーパーク駅     | 足利花卉公园站           | 足利花卉公園站           |
| 東日本旅客鉄道     | ひたち野うしく駅             | 常陆野牛久站             | 常陸野牛久站             |
| 東日本旅客鉄道     | さいたま新都心駅             | 埼玉新都心站             | 埼玉新都心站             |
| 東日本旅客鉄道     | 越谷レイクタウン駅           | 越谷Laketown站           | 越谷Laketown站           |
| 東日本旅客鉄道     | 代々木駅                     | 代代木站                 | 代代木站                 |
| 東日本旅客鉄道     | 四ツ谷駅                     | 四谷站                   | 四谷站                   |
| 東日本旅客鉄道     | 高輪ゲートウェイ駅           | 高轮Gateway站            | 高輪Gateway站            |
| 西日本旅客鉄道     | さくら夙川駅                 | 樱花夙川站               | 櫻花夙川站               |
| 西日本旅客鉄道     | マキノ駅                     | 牧野站                   | 牧野站                   |
| 西日本旅客鉄道     | おごと温泉駅                 | 雄琴溫泉站               | 雄琴溫泉站               |
| 西日本旅客鉄道     | ユニバーサルシティ駅         | 环球城站                 | 環球城站                 |
| 西日本旅客鉄道     | りんくうタウン駅             | 临空城站                 | 臨空城站                 |
| 西日本旅客鉄道     | 広川ビーチ駅                 | 广川海滩站               | 廣川海灘站               |
| 九州旅客鉄道       | ハウステンボス駅             | 豪斯登堡站               | 豪斯登堡站               |
| 札幌市営地下鉄     | すすきの駅                   | 薄野站                   | 薄野站                   |
| 札幌市営地下鉄     | バスセンター前駅             | 巴士中心前站             | 巴士中心前站             |
| 東京地下鉄         | 虎ノ門ヒルズ駅               | 虎之门Hills站            | 虎之門Hills站            |
| 都営地下鉄         | 勝どき駅                     | 胜哄站                   | 勝鬨站                   |
| 京都市営地下鉄     | くいな橋駅                   | 水鸡桥站                 | 水雞橋站                 |
| 大阪市高速電気軌道 | コスモスクエア駅             | 宇宙广场站               | 宇宙廣場站               |
| 大阪市高速電気軌道 | 大阪ビジネスパーク駅         | 大阪商务园区站           | 大阪商務園區站           |
| 大阪市高速電気軌道 | だいどう豊里駅               | 大桐丰里站               | 大桐豐里站               |
| 大阪市高速電気軌道 | トレードセンター前駅         | 贸易中心前站             | 貿易中心前站             |
| 大阪市高速電気軌道 | ポートタウン西駅             | 港城西站                 | 港城西站                 |
| 大阪市高速電気軌道 | ポートタウン東駅             | 港城东站                 | 港城東站                 |
| 大阪市高速電気軌道 | フェリーターミナル駅         | 渡船大楼站               | 渡船大樓站               |
| 神戸市営地下鉄     | ハーバーランド駅             | 海港园地站               | 海港園地站               |
| 東武鉄道           | とうきょうスカイツリー駅     | 东京晴空塔站             | 東京晴空塔站             |
| 東武鉄道           | せんげん台駅                 | 千间台站                 | 千間台站                 |
| 東武鉄道           | 東あずま駅                   | 东吾嬬站                 | 東吾嬬站                 |
| 東武鉄道           | おもちゃのまち駅             | 玩具町站                 | 玩具町站                 |
| 東武鉄道           | 東武ワールドスクウェア駅     | 东武世界广场站           | 東武世界廣場站           |
| 東武鉄道           | ときわ台駅                   | 常盘台站                 | 常磐台站                 |
| 東武鉄道           | ふじみ野駅                   | 富士见野站               | 富士見野站               |
| 東武鉄道           | つきのわ駅                   | 月之轮站                 | 月之輪站                 |
| 西武鉄道           | ひばりヶ丘駅                 | 云雀之丘站               | 雲雀之丘站               |
| 西武鉄道           | 競艇場前駅                   | 赛艇场前站               | 賽艇場前站               |
| 京成電鉄           | ユーカリが丘駅               | 有加利丘站               | 有加利丘站               |
| 京王電鉄           | つつじヶ丘駅                 | 杜鹃丘站                 | 杜鵑丘站                 |
| 京王電鉄           | 京王よみうりランド駅         | 京王读卖乐园站           | 京王讀賣樂園站           |
| 京王電鉄           | 京王多摩センター駅           | 京王多摩中心站           | 京王多摩中心站           |
| 東急電鉄           | たまプラーザ駅               | 多摩广场站               | 多摩廣場站               |
| 東急電鉄           | あざみ野駅                   | 蓟野站                   | 薊野站                   |
| 東急電鉄           | つくし野駅                   | 土笔野站                 | 土筆野站                 |
| 東急電鉄           | すずかけ台駅                 | 铃悬台站                 | 鈴懸台站                 |
| 東急電鉄           | 南町田グランベリーパーク駅   | 南町田Grandberry Park站  | 南町田Grandberry Park站  |
| 東急電鉄           | つきみ野駅                   | 月见野站                 | 月見野站                 |
| 京浜急行電鉄       | 羽田空港第3ターミナル駅      | 羽田机场第3航站楼站      | 羽田機場第3航站樓站      |
| 京浜急行電鉄       | 羽田空港第1・第2ターミナル駅 | 羽田机场第1・第2航站楼站 | 羽田機場第1・第2航站樓站 |
| 名古屋鉄道         | 上ゲ駅                       | 上站                     | 上站                     |
| 名古屋鉄道         | 日本ライン今渡駅             | 日本莱茵今渡站           | 日本萊茵今渡站           |
| 近畿日本鉄道       | ファミリー公園前駅           | 家庭公园前站             | 家庭公園前站             |
| 阪神電気鉄道       | ドーム前駅                   | 圆顶球场前站             | 圓頂球場前站             |
| 阪神電気鉄道       | 尼崎センタープール前駅       | 尼崎汽艇比赛场前站       | 尼崎汽艇比賽場前站       |
| 阪神電気鉄道       | 武庫川団地前駅               | 武库川小区站             | 武庫川團地前站           |
| 北総鉄道           | 千葉ニュータウン中央駅       | 千叶新城中央站           | 千葉新城中央站           |
| 東京臨海高速鉄道   | 品川シーサイド駅             | 品川海滨站               | 品川海濱站               |
| 東京臨海高速鉄道   | 天王洲アイル駅               | 天王洲岛站               | 天王洲島站               |
| 東京臨海高速鉄道   | 東京テレポート駅             | 东京电讯站               | 東京電訊站               |
| 首都圏新都市鉄道   | 流山セントラルパーク駅       | 流山中央公园站           | 流山中央公園站           |
| 首都圏新都市鉄道   | 柏の葉キャンパス駅           | 柏之叶校园站             | 柏之葉園地站             |
| 横浜高速鉄道       | みなとみらい駅               | 港未来站                 | 港未來站                 |
| ゆりかもめ         | 東京国際クルーズターミナル駅 | 东京国际邮轮码头站       | 東京國際郵輪碼頭站       |
| ゆりかもめ         | テレコムセンター駅           | 远程通信中心站           | 遠程通信中心站           |
| ゆりかもめ         | 東京ビッグサイト駅           | 东京国际展览中心站       | 東京國際展覽中心站       |
| ゆりかもめ         | 有明テニスの森駅             | 有明网球之森站           | 有明網球之森站           |
| 愛知高速交通       | はなみずき通駅               | 花水木通站               | 花水木通站               |
| 神戸新交通         | 貿易センター駅               | 贸易中心站               | 貿易中心站               |
| 神戸新交通         | ポートターミナル駅           | 客运港站                 | 客運港站                 |
| 神戸新交通         | 計算科学センター駅           | 计算科学中心站           | 計算科學中心站           |
| 神戸新交通         | マリンパーク駅               | 海滨公园站               | 海濱公園站               |

日本の女優である宮沢りえは、中国語圏では「宮沢理恵」と表記される。この場合、本名では表記せず「りえ」という音が日本語では「理恵」と表記されることが多いという判断から、中国語圏でも用いられるようになったものだと考えられる。このような場合、本人の申告によって変更を求められる事例もある（実例として松山ケンイチが2010年12月に台湾を訪問した際、名前が「松山健一」と書かれているのを見て、本来の表記である「研一」に改めさせたという話がある）。
韓国語の固有名詞も本来の漢字を中国語読みするのが基本であり、対応する漢字がない場合は当て字による表音表記が行われる。歌手のBoA（ボア）は「宝雅」（Bǎoyǎ：パオヤー）または「宝児」（Bǎo'ér：パオアル）、チャン・ナラは張娜拉（Zhāng Nàlā：チャン ナーラー）などとされる。列車のセマウル号を「新村号」とするように意訳する場合もある。韓国の女優であるソン・ヘギョの本名は「宋慧教」だが、中国語圏では「宋慧喬」と表記される。
韓国の首都ソウルは中国語で、長らく朝鮮時代の旧称である「漢城」と表記されていたが、韓国では2005年1月に「ソウル」の中国語表記を原音に近づけた「首爾（首尓）」（Shǒu'ěr：ショウアル）とすることを発表した。これを受けて台湾、香港などの報道機関で表記を改めたのをはじめ、中国でも同年10月より「漢城」から「首尓」へと表記を改めた。
北朝鮮は大韓民国とは異なり正式に漢字を全廃しており、自国語としては漢字名は存在しない。地名については1945年以前の漢字表記をベースに判明する限りそのまま用いられるが、人名については国家指導者や要人を除いて大半が当て字が用いられる。金正恩(拼音: Jīn Zhēng En)についても長らく北朝鮮側から漢字表記が公表されず、「金正雲」(金正云 拼音: Jīn Zhēng yún)「金正銀」(金正银 拼音: Jīn Zhēng yín）などの当て字が用いられていた。
ベトナムは漢字を全廃した国だが、歴史的には漢字文化圏である。中国はベトナムの固有名詞についても判明する限り漢字で表記する。ハノイは「河内」、トンキン湾は「東京湾」、ヴォー・グエン・ザップは「武元甲」となり、発音はベトナム語の音とは異なるものである。フエは「順化」（中 Shùnhuà / 越 Thuận hóa）の「化」が変化しフエとなったもので、中国語では「順化」のままである。
但し朝鮮半島と比較しても漢字廃止からの年月やその徹底度が高いことや、漢字ではなく字喃でしか表記できない地名が多いこと、少数民族が多数を占める地域の地名はそもそも漢喃表記が存在しないことなどから、本来の漢喃表記と現代中国語表記が一致しないことも多い。

### 日本語側からの呼称
中国語
中国語圏に関しては、人名・地名共に漢字表記・日本漢字音読みが一般的である。例えば、朱元璋は「しゅげんしょう」、蔡英文は「さいえいぶん」、浙江省は「せっこうしょう」、新疆は「しんきょう」と呼ぶ。但し、地名に関しては慣用的に中国語その他の音で読む例が多数存在する。例えば青島は「チンタオ」、澳門は「マカオ」、北京は「ペキン」、香港は「ホンコン」と呼ばれる。NHKでは1953年10月から現在（2008年）に至るまで、中国語以外を語源とする地名を原音読みのカナ表記（エンドニムとエクソニム）としている（例：ハルビン市、ウルムチ市）。中国国外の華人など少数ながら人名を片仮名表記・現地音読みをする例も存在する（例：リー・クアンユー）。
朝日新聞、読売新聞（2011年12月26日から）は中国人名のルビを中国語読みで表記している（朝日新聞のグループ会社のテレビ朝日は日本語読み）。
韓国・朝鮮語
日本では従来漢字表記と日本漢字音による読み方が定着していたが、韓国・朝鮮語（以下韓国語とする）に関しては、1980年代よりテレビ・ラジオ放送各局が人名・地名の読み方を韓国語読みに変更したため、それ以降の人名はもっぱら韓国語読みが定着している。ただし、表記においては漢字表記と韓国語読みの片仮名表記のどちらを使うかコンセンサスがないため、漢字表記を韓国語読みで読んだり、ルビを振ったりする場合がある。例えば盧武鉉を漢字表記した時には「ノ・ムヒョン」と読み、「ろぶげん」と読まれることはない。
韓国語の固有名詞に漢字表記がない場合の日本語からの呼称は、中国語のように漢字を当てることはせず、普通片仮名表記かつ現地音で読まれる（例：ソウル特別市、金ハヌル）。
一方、歴史的な事件・事柄に関しては漢字表記・日本語読みで統一しているため、人名では李舜臣は「りしゅんしん」、金玉均は「きんぎょくきん」と呼ばれる。事件は「金大中事件（きんだいちゅうじけん）で拉致されたキム・デジュン氏」「クワンジュ（光州）で起きた光州事件（こうしゅうじけん）」と区分けして使用されている。例外として意訳される場合もある（例：ハナフェ→「一心会」）。
なお、NHKは他のマスメディアとは異なり、固有名詞を漢字表記として韓国語読みすることはなく、片仮名表記でほぼ統一されている。括弧して漢字が表記されることもある。
ベトナム語
ベトナム語に関しては、1919年の科挙廃止以降もなお、現代ベトナム語の語彙は漢字の影響を大きく受けているものの、表記する文字としての漢字は全廃しているため、日本語では現代ベトナムの固有名詞に漢字を用いることはほとんどない（例えばホー・チ・ミンを「胡志明」と表記し、「こしめい」と呼称することはない）。
前近代の固有名詞については、例えば維新会を「ズイタンかい」、嘉隆帝/阮福映を「かりゅうてい/げんふくえい」と読むように、ベトナム語読み片仮名転写に漢字を併用したり、日本語読みすることがある。
なお、日本漢字音による読みは原則として漢音が用いられるが、金日成、清、済物浦、をそれぞれ「きんにっせい」、「しん」、「さいもっぽ」、と読むように呉音や唐音、慣用音が用いられることもある。高雄を「たかお」、中山を「なかやま」と読むように訓読みする場合もある。

### 朝鮮語・ベトナム語側からの呼称
朝鮮半島（北朝鮮では全廃されたが韓国は完全に廃されてはいない）とベトナムは漢字文化圏の中で文字としての漢字を廃止した。これらの地域では、例えば日本の固有名詞であれば、その日本語読みをそのまま現地語で表記している（『日本語のハングル表記』も参照）。ただし古くから定着した用語についてはそれぞれの漢字音に基づいた表記をする場合もある。
現在のベトナム語においては、中国語の人名・地名を呼称する際には北京語表記を転写するのではなく漢字のベトナム語読みを使用する。例えば北京は「Bắc Kinh」、習近平は「Tập Cận Bình」と表記される。現代の日本の人名・地名は日本語のローマ字転写がそのまま使われる。例えば、岸田文雄は漢字のベトナム語読みに従えば「Ngạn Điền Văn Hùng」となるが、実際には「Kishida Fumio」と表記される。なお同じラテン文字であっても英語などとは異なり、姓と名の順序が逆転することはない。
朝鮮半島の地名・人名の表記については原則として朝鮮語のローマ字表記（韓国の場合は文化観光部2000年式、北朝鮮の場合はマッキューン＝ライシャワー式）をそのまま用いる。漢字のベトナム語読みでは尹錫悦は「Doãn Tích Duyệt」、金正恩は「Kim Chính Ân」であるが、実際には「Yoon Suk-yeol」、「Kim Jong-un」と表記される。但し、北朝鮮の首都平壌については漢字のベトナム語読みである「Bình Nhưỡng」と表記する。
朝鮮語における扱いは韓国と北朝鮮でやや異なっており、韓国では中国語・日本語・ベトナム語の地名や人名は原音に近い表記を用いるが、北朝鮮では中国語については一部を除き朝鮮漢字音で表記し、日本語・ベトナム語については原音に近い表記（韓国とは表記がやや異なる）を用いる。ただし韓国でも、民間では中国の地名（瀋陽など）が朝鮮漢字音で表記・発音されることもあり、また歴史的な中国の人名（諸葛亮など）については通常、朝鮮漢字音で表記される。詳細は『朝鮮語の南北差』を参照。